# 溫古雷尼鄉 (巴克烏縣)
46°33′N 27°8′E / 46.550°N 27.133°E
溫古雷尼鄉（羅馬尼亞語：Comuna Ungureni, Bacău），是羅馬尼亞的鄉份，位於該國東北部，由巴克烏縣負責管轄，面積86平方公里，海拔高度230米，2007年人口3,903，人口密度每平方公里45人。